# Clarence Finlayson
Clarence Finlayson (Valparaíso, Región de Valparaíso, 23 de febrero de 1913 - Santiago, Región Metropolitana de Santiago, 15 de septiembre de 1954) fue un filósofo y escritor chileno.

## Biografía

### Primeros años de vida
Hijo de padres escoceses, cursó sus estudios en el Colegio de los Sagrados Corazones de Valparaíso. Pasa brevemente por el seminario católico, que abandona tras la muerte de su padre.
Estudia leyes, literatura y filosofía en la Universidad Católica y en la Universidad de Chile. Durante este tiempo fue dirigente estudiantil del grupo católico Renovación y participó en la ANEC (Asociación Nacional de Estudiantes Católicos).

### Carrera
Continuó su formación en altas casas de estudio internacionales, en Colombia, Venezuela, México y Estados Unidos. En 1939 recibe una beca de la Universidad de Notre Dame, donde realiza su tesis doctoral sobre los nombres de Dios.
Se desempeñó como docente en diversas universidades y colegios de su país (como la Universidad Católica de Chile) y del extranjero, Swarthmore College (en 1942), Universidad Nacional de México (1943).
De 1943 a 1947 se radica en Colombia, ejerciendo en las universidades Católica Bolivariana y de Antioquia. Entre 1949 y 1953 vive en Venezuela, y regresa a Chile en 1954.
Para este momento su salud estaba afectada por varios problemas que lo agobiaban, motivo por el cual dependía del alcohol y los barbitúricos. Falleció al caer del séptimo piso de un edificio de la capital chilena.

## Obra
Destacado pensador de la corriente neoescolástica en Latinoamérica, trata los temas del ser y la metafísica desde el cristianismo. Una de sus influencia fue el pensador francés Jacques Maritain.
- 1936 Aristóteles y la filosofía moderna (filosofía).
- 1937 Analítica de la contemplación (filosofía).
- 1938 Intuición del ser o experiencia metafísica (filosofía).
- 1938 Poetas y poemas (poesía).
- 1940 Mundo y Dios (filosofía).
- 1945 Dios y la filosofía (filosofía).

## Distinciones
- Doctorado honoris causa de la Universidad Nacional de México.[1]